# Dispersión urbana
Se conoce como  fragmentación Urbana (también, mancha urbana) al fenómeno de propagación de una ciudad y sus barrios hacia la tierra rural en la periferia de una zona urbana. Los residentes de los barrios en expansión tienden a vivir en casas unifamiliares y a desplazarse en automóvil al trabajo. La baja densidad de población es un indicador de la dispersión. 
Los planificadores urbanos hacen hincapié en los aspectos cualitativos de la expansión como la falta de opciones de transporte y la seguridad y tranquilidad de estos barrios. Sus detractores, en cambio, tienden a centrarse en la cantidad real de la tierra que ha sido urbanizada por la expansión. 
El proceso de dispersión urbana tiene, en general, connotaciones negativas debido a los perjuicios a la salud y las cuestiones ambientales que crea la expansión. Los residentes de los barrios en expansión tienden a emitir más contaminación por persona y sufren más accidentes mortales de tráfico. 
La dispersión es controvertida, con defensores que afirman que los consumidores prefieren la menor densidad de los barrios y que la expansión no necesariamente aumenta el tráfico. La dispersión también está vinculada con el aumento de la obesidad ya que caminar y montar una bicicleta no son opciones viables para desplazarse hacia el centro de la ciudad. La dispersión tiene un impacto negativo sobre la tierra y la cantidad y calidad del agua y puede estar vinculado a una disminución del  capital social.

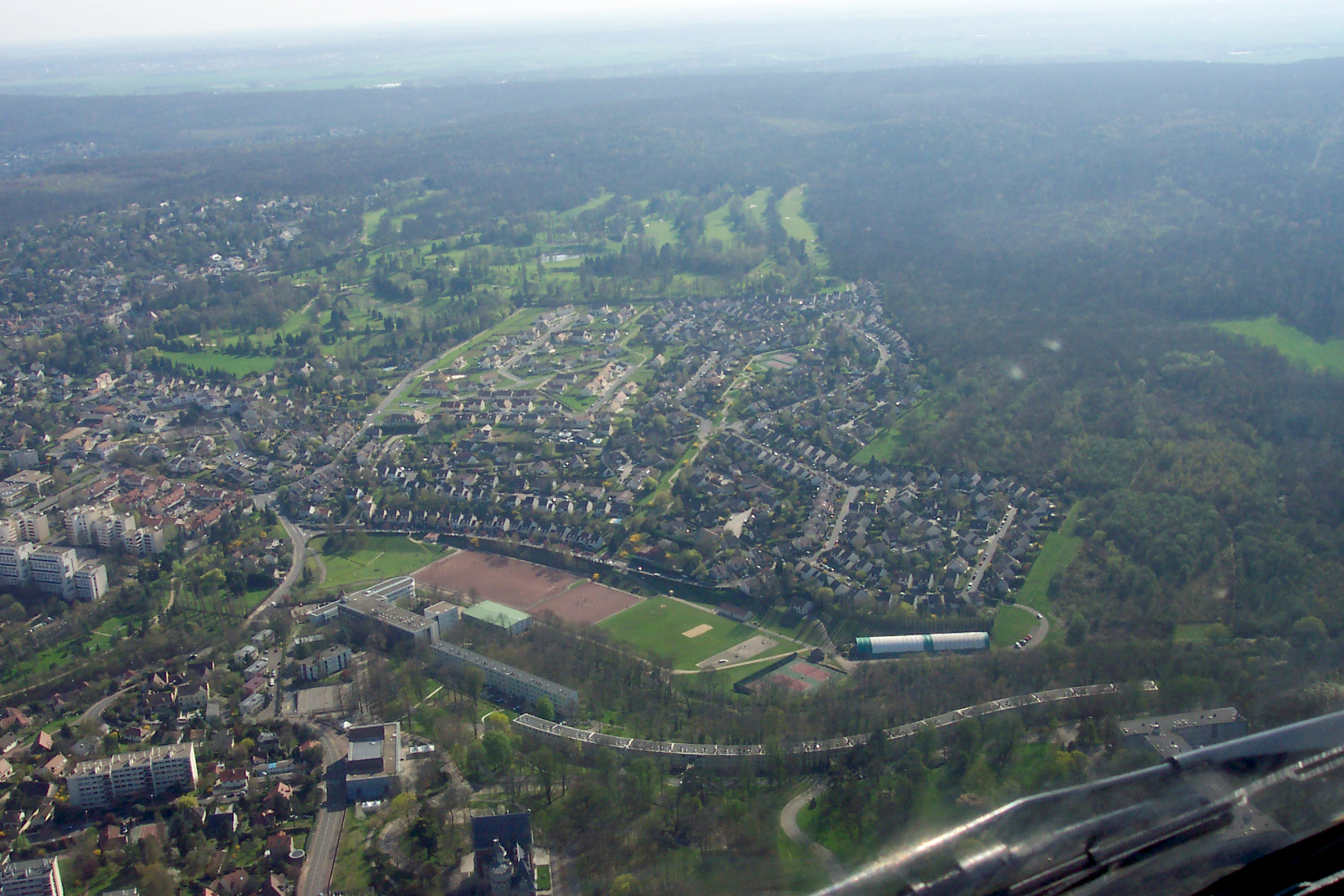
Dispersión urbana en las afueras de París.

## Características
La dispersión se caracteriza por varios patrones en el uso del suelo que generalmente se producen al unísono:

### Ocupación del suelo con una baja densidad de uso
La dispersión consume mucha más tierra que otros tipos de urbanización tradicional, porque apunta a una imagen de baja densidad. La definición exacta de "baja densidad" es discutible, pero un ejemplo común es el de viviendas individuales, en contraposición a los departamentos o apartamentos. Los edificios suelen tener un menor número de niveles y están más espaciados entre sí, separados por jardines, carreteras o estacionamientos. Este tipo de urbanizaciones son mucho más grandes porque requieren grandes superficies de estacionamiento para los automóviles que se utilizan. El mayor impacto que producen en muchas comunidades es que se desarrollaron o "urbanizaron" a un ritmo más rápido que el crecimiento de la población.
Otra característica común se refiere a la división, o su ausencia de división, entre una urbanización y su vecina. Estas suelen estar separadas por grandes áreas verdes, es decir, extensiones de tierras ociosas, lo que resulta en una densidad media mucho más baja incluso que la de baja densidad descritos anteriormente. Esto se debe a la costumbre de exigir al desarrollador de la subdivisión de proporcionar la infraestructura como condición de desarrollo. Generalmente, el promotor está obligado a reservar un determinado porcentaje de la tierra para uso público, incluidas las carreteras, parques y escuelas. Cuando un municipio construye todas las calles en un lugar determinado, la ciudad puede ampliarse sin interrupción y con un coherente sistema de circulación, porque tiene la facultad de la expropiación. Los desarrolladores privados, en general, no tienen ese poder (aunque a veces pueden contar con gobiernos locales dispuestos a ayudar), y, a menudo, eligen para desarrollar sobre terrenos privados para vender las viviendas o parcelas en el momento en que uno quiere construir, en lugar de pagar más o esperar a una ubicación más adecuada.

### Dependencia del automóvil
Las áreas de dispersión urbana también se caracterizan por ser altamente dependientes del uso del automóvil como medio de transporte. La mayoría de las actividades, tales como compras y traslado al lugar de trabajo, requieren el uso de un automóvil como resultado tanto del aislamiento y distancia al centro de la ciudad y el aislamiento de la zona residencial con zonas industriales y zonas comerciales. Caminar y otros métodos para movilizarse no son prácticos, por lo tanto, muchas de estas zonas tienen pocas o ninguna aceras.

## Tipos de desarrollos

### Urbanizaciones

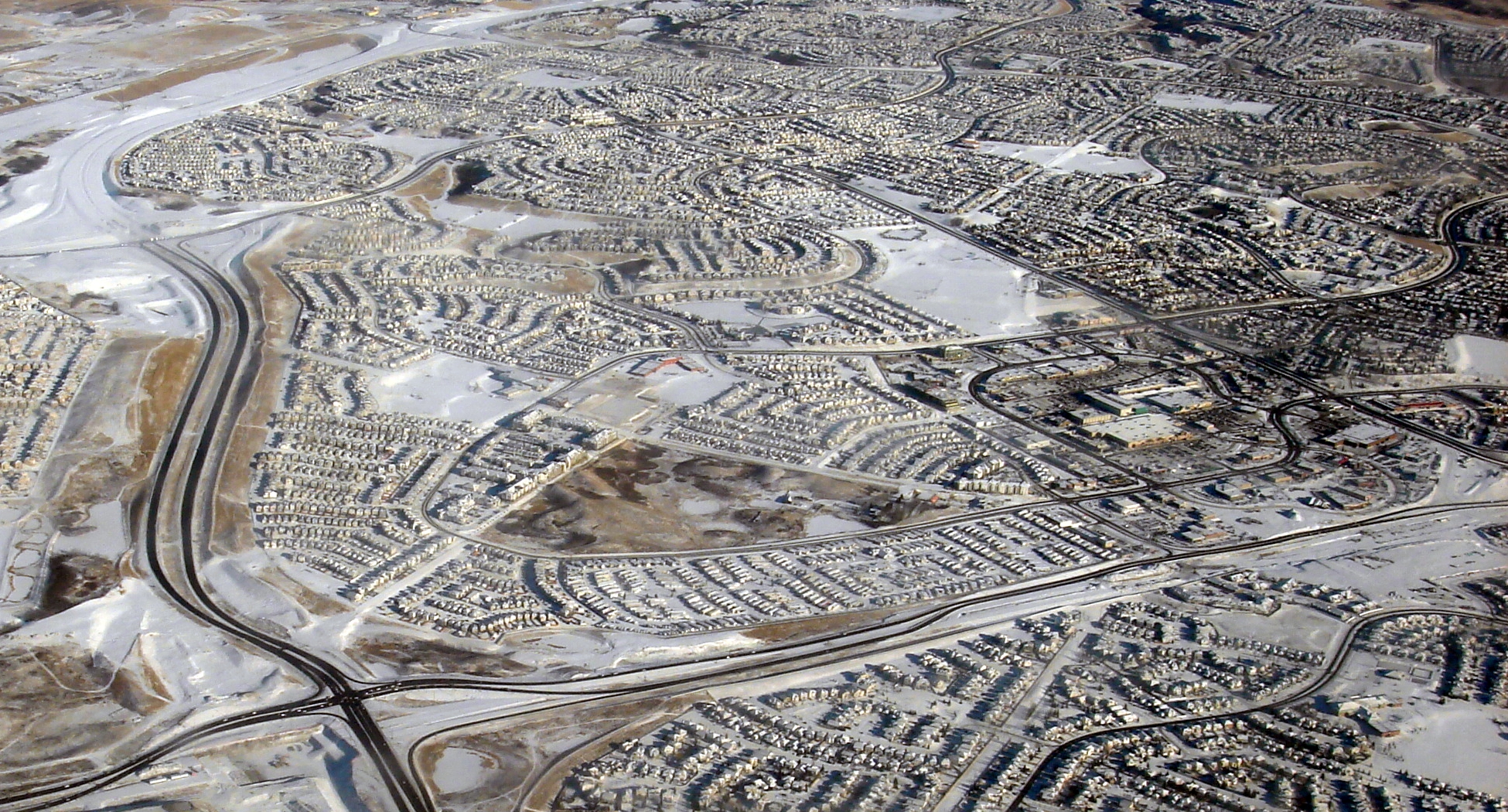
Viviendas individuales producto de la dispersión urbana en Calgary, Canadá.

Las urbanizaciones son grandes extensiones de tierra compuestas enteramente por viviendas individuales, lo que las convierte en auténticas ciudades dormitorio. Estas urbanizaciones son, a menudo, engañosamente llamadas aldeas, pueblos o barrios por sus desarrolladores, ya que esos términos denotan lugares que no son exclusivamente de uso residencial.
Generalmente poseen un trazado urbano diferente al de la ciudad tradicional, presentando calles curvas y en cul-de-sac. Este diseño busca limitar al máximo el tránsito vehicular en el barrio, permitiendo que solo usen las calles para circular quienes viven en las viviendas de cada calle, además de lograr solo unas pocas vías o accesos para entrar y salir del desarrollo, hacia una avenida o carretera más importante, creando asimismo grandes embotellamientos en las avenidas principales.

### Centros comerciales

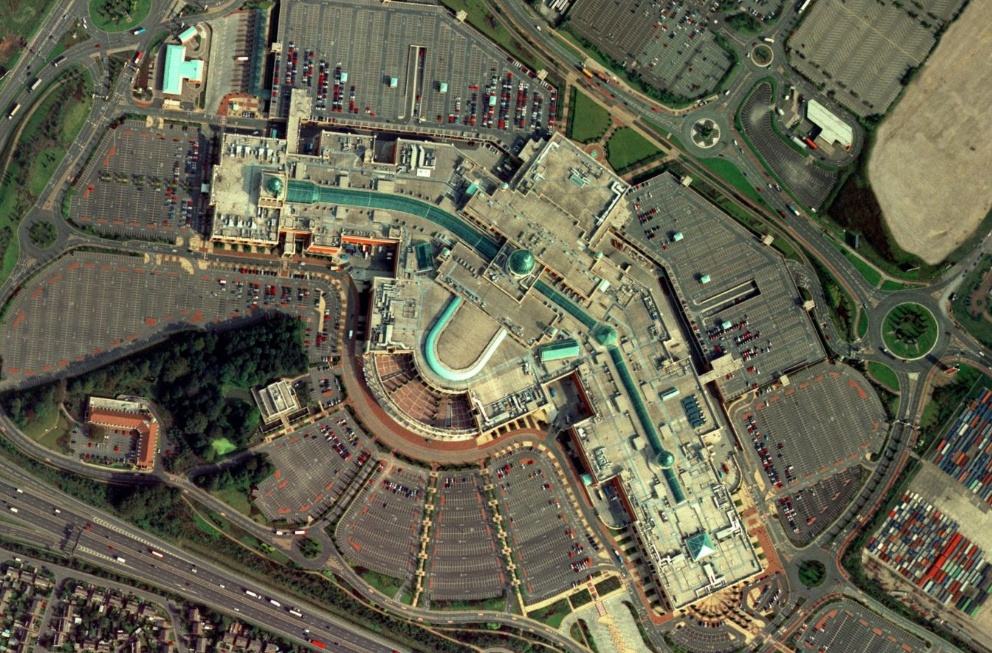
Centro comercial rodeado de estacionamientos en las afueras de Mánchester, Reino Unido.

Los centros comerciales, en sus diversas variantes y nombres (malls, shopping centers, hipermercados, parques comerciales, etc.) son lugares que constan de espacios de retail. Concebidos como los centros de compras y esparcimiento para los habitantes de las urbanizaciones vecinas, su acceso sólo es posible a través de un automóvil, por lo que se encuentran sobre las principales avenidas, carreteras o autopistas de la zona y cuentan con enormes espacios de estacionamiento. Este tipo de emprendimientos a veces se constituyen verdaderos centros de estilos o modos de vida, llegando incluso a atender a las necesidades diarias y comunes de las personas (por ejemplo, alquiler de vídeos, compra de alimentos, servicios de lavandería, peluquería, etc.). 
Los centros comerciales a menudo son perjudiciales para los centros comerciales tradicionales de las ciudades cercanas ya que actúan como un sustituto para el centro de la ciudad, compitiendo con este como punto de atracción de las personas. Países europeos como Francia, Bélgica o Alemania han aplicado restricciones al tamaño de este tipo de emprendimientos en un esfuerzo para limitar su expansión. 

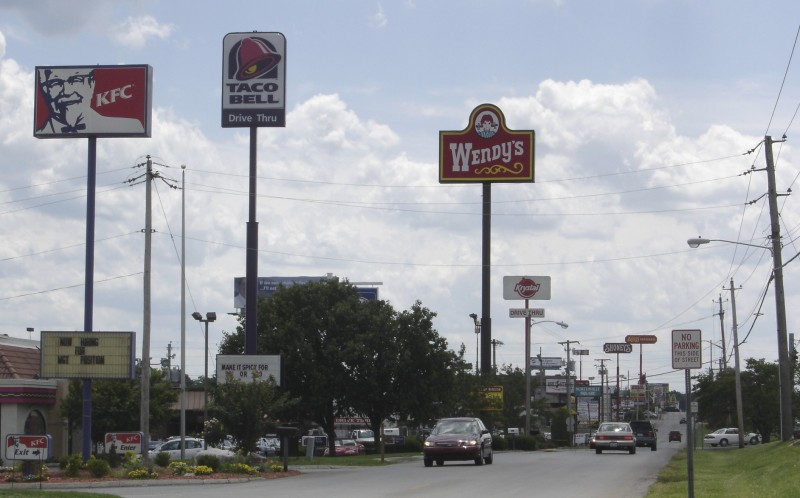
Locales de comida rápida y sus carteles publicitarios en Estados Unidos.

### Cadenas de comida rápida
Los locales de comida rápida son comunes en las zonas suburbanas. Construidos a menudo en zonas con bajos valores del suelo, donde la población está a punto de aumentar por la aparición de nuevas urbanizaciones y donde se prevé gran tráfico en un futuro cercano. Este tipo de locales sientan un precedente para el desarrollo futuro. Eric Schlosser, en su libro Fast Food Nation, sostiene que las cadenas de comida rápida aceleran la expansión suburbana y ayudan a establecer su tono expansivo con sus aparcamientos, publicidades llamativas, y su arquitectura de plástico.

## Críticas y respuestas

### Críticas
Los argumentos de quienes se oponen a la dispersión urbana enfatizan más en temas concretos como la salud y las cuestiones ambientales que en la vitalidad misma de este tipo de vecindarios y las consecuencias urbanísticas para la ciudad en su conjunto.
- Salud e impacto ambiental. La expansión urbana se asocia a una serie de efectos negativos en el medio ambiente y la salud pública, resultado de una mayor dependencia de los automóviles. Sin embargo, estas críticas son mitigadas por quienes argumentan que la dispersión genera nuevos polos de desarrollo en las ciudades y crea fuentes de trabajo. Asimismo, muchas personas prefieren vivir cerca de su lugar de negocio que está cada vez más lejano al centro de las zonas urbanas.

- Aumento de la contaminación y dependencia de los combustibles fósiles. Desde los años posteriores a la Segunda Guerra Mundial, el uso vehículos particulares se volvió generalizado, contribuyendo a aumentar la contaminación del aire. En promedio, los residentes suburbanos generan más contaminación y emisiones de carbono que sus homólogos urbanos debido a los mayores tiempos de conducción.[2]

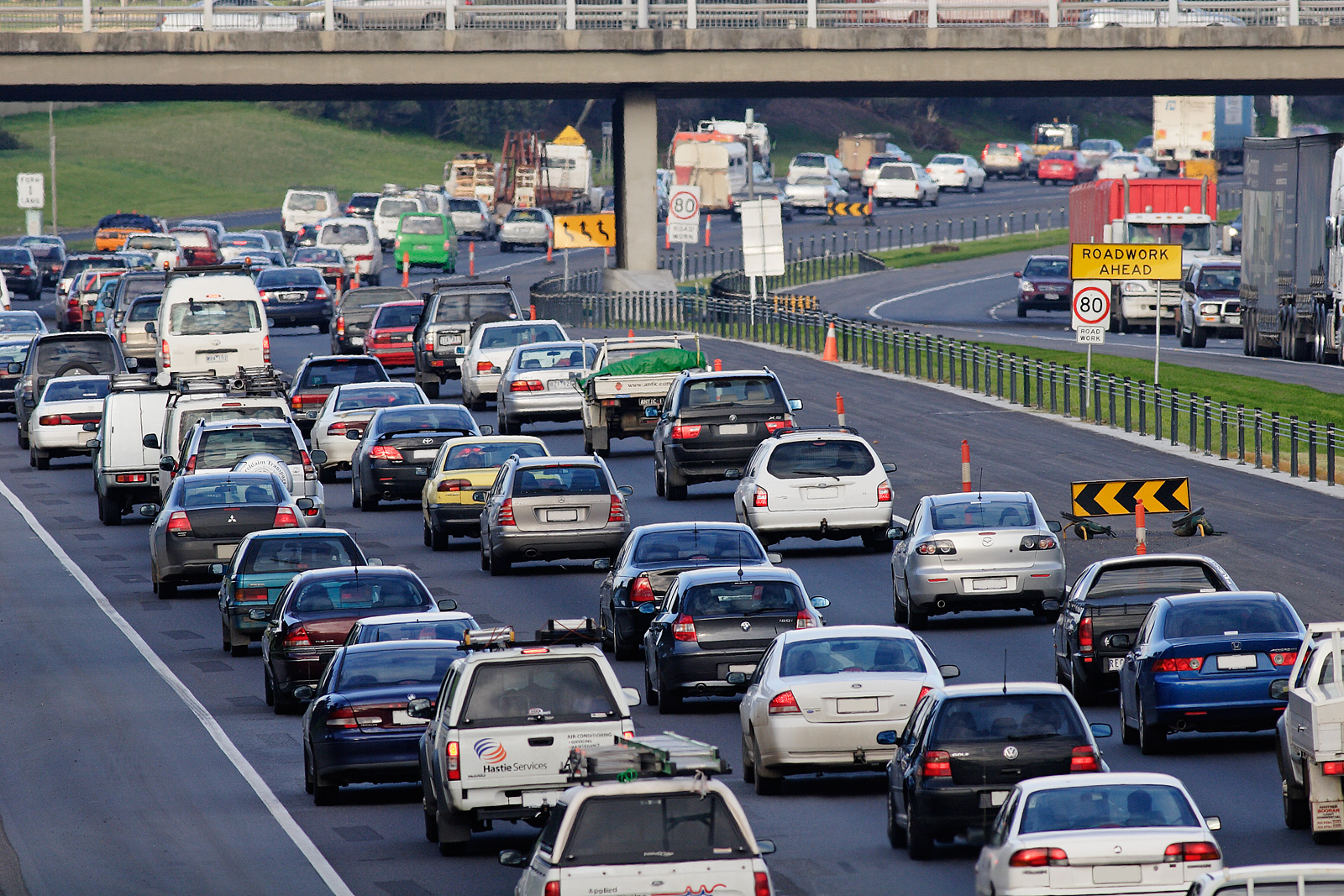
La dispersión urbana crea una fuerte dependencia del automóvil.

- Aumento del tráfico y los accidentes de tránsito. Una fuerte dependencia de los automóviles contribuye al aumento de los embotellamientos de tráfico en los accesos a la ciudad, así como los accidentes de automóvil, las lesiones a peatones, y la contaminación del aire. Los accidentes de tránsito son la principal causa de muerte para los estadounidenses entre las edades de cinco y veinticuatro años y una de las principales causas de muerte en todos los grupos de edad.[9] Los residentes de zonas más extensas se encuentran en mayor riesgo de morir en un accidente de auto.[10]

- Aumento de la obesidad. El American Journal of Public Health y el American Journal de Promoción de la Salud, han declarado que existe una relación significativa entre la dispersión urbana, la obesidad y la hipertensión.[5] Presumiblemente, porque pasan más horas sentados conduciendo sus automóviles y porque tienden a caminar menos que las personas que viven en el centro.

- Disminución del capital social. La expansión urbana puede ser en parte responsable de la disminución del capital social en los Estados Unidos. Los barrios compactos pueden favorecer eventuales interacciones sociales entre los vecinos, al mismo tiempo que la expansión de baja densidad crea barreras a esa interacción. La dispersión tiende a sustituir los espacios públicos como parques por espacios privados, tales como clubhouses y otros lugares de acceso restringido. Los residentes de los barrios en expansión rara vez caminan o toman el transporte público, lo que reduce las oportunidades de estar en contacto cara a cara con sus vecinos.[6]

- Disminución de la tierra y la cantidad y calidad del agua. Debido a la mayor cantidad de suelo necesario para la construcción de los suburbios en expansión en comparación con los barrios urbanos tradicionales, más tierras de cultivo y hábitats de vida silvestre son desplazados por habitante. Como la cubierta forestal se borra y es reemplazada por las nuevas urbanizaciones, la lluvia es absorbida en forma menos eficaz por el suelo y los acuíferos subterráneos.[2] Esto amenaza tanto la calidad como la cantidad de los suministros de agua potable. La dispersión aumenta el agua de lluvia que se mezcla con la gasolina y el escurrimiento de aceite de aparcamientos y carreteras. La dispersión de fragmentos de la tierra que aumenta el riesgo de que especies invasoras se extiendan por el resto del hábitat natural.

- Aumento de los costos de las infraestructuras. Vivir en una urbanización más grande y más extendida hace que el tendido y mantenimiento de los servicios públicos sea más costoso. El uso masivo del automóvil en desmero del transporte público obliga a los planificadores de la ciudad a construir grandes carreteras y estacionamientos. La prestación de servicios como el agua, el alcantarillado y el tendido de redes eléctricas es también más caro por hogar en zonas menos densas.[11]

- Aumento de los costos y tiempos de transporte personal. Los residentes de zonas de baja densidad gastan una mayor proporción de sus ingresos en el transporte hacia sus lugares de trabajo que los residentes de las zonas de alta densidad.[12] Así mismo los trabajadores deben pasar varias horas desplazándose o viajando en automóvil desde o hacia sus hogares.

- Calidad de vida. La calidad de vida se ve erosionada por los estilos de vida que promueve la dispersión urbana. Duany y Plater-Zyberk creen que en los barrios tradicionales, la proximidad del lugar de trabajo o vivienda con tiendas, restaurantes y cafés son un componente esencial para el éxito del equilibrio de la vida urbana. Además, afirman que la cercanía del lugar de trabajo a los hogares también da a la gente la opción de caminar o ir en bicicleta al trabajo o la escuela y que sin este tipo de interacción entre los diferentes componentes el patrón de vida urbana rápidamente se desmorona. James Howard Kunstler ha argumentado que la estética de los entornos suburbanos los vuelve "lugares por los que no vale la pena preocuparse", y que estos carecen de sensación de identidad y de historia.

- Segregación. Algunos culpan a este tipo de suburbios de promover una tendencia a homogeneizar la sociedad y la cultura, llevando a personas con raza, antecedentes o nivel socioeconómico similar, a vivir en ellos, segregándose del resto de los habitantes de la ciudad.[13] En países como Estados Unidos, este tipo de segregación y estratificación social se institucionalizó a principios de los años 1950 y 1960 con la industria financiera y luego con el redlining en los barrios para evitar a determinadas personas la entrada y residencia en los distritos ricos. Esto también produjo una redirección de los fondos públicos a las escuelas de las nuevas urbanizaciones en detrimento de las del resto de la ciudad, donde concurrían alumnos provenientes de familias más pobres.[14] Este tipo de segregación fomenta estilos de vida que pueden dar lugar a puntos de vista positivos acerca de sí mismos y opiniones negativas acerca de los demás.[15]

#### Grupos que se oponen a la dispersión urbana
Estados Unidos fue el primer país donde se desarrolló la dispersión y donde aparecieron las primeras voces en contra. El American Institute of Architects se manifiesta en contra de la expansión de este tipo de urbanismo y en su lugar apoya el crecimiento inteligente, el desarrollo de barrios con usos diversificados, y que desalienten el uso del automóvil. Son varias las organizaciones ambientalistas que se oponen a la expansión invirtiendo en las comunidades existentes.

### Respuestas

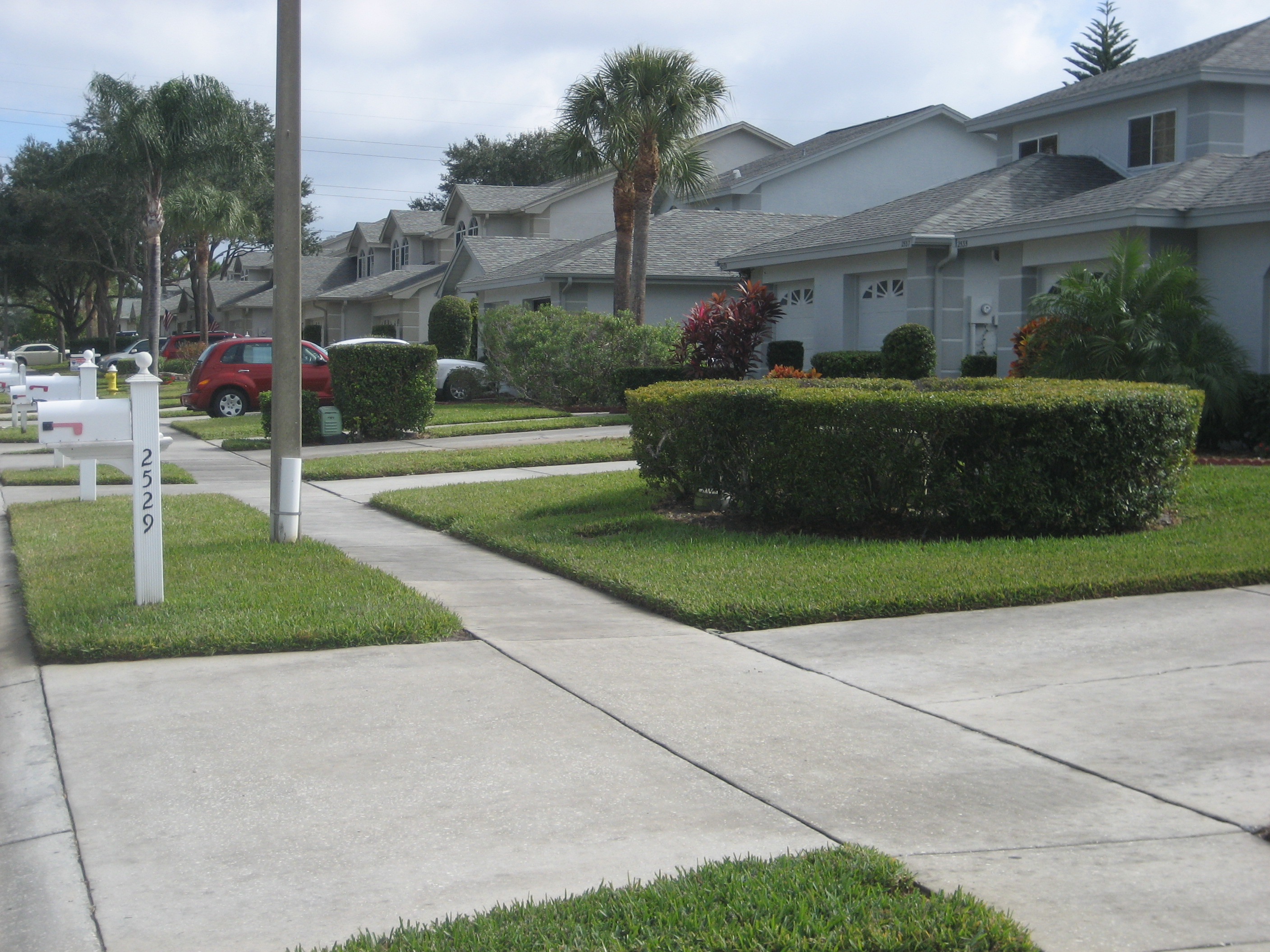
Calles tranquilas y espacios verdes caracterizan a las urbanizaciones de la dispersión urbana.

- Creciente preferencia por la dispersión urbana. Algunos estudios sostienen que muchas familias de los Estados Unidos, Canadá, Australia, Europa y gran parte del resto de América, sobre todo las de clase media y clase alta, prefieren un estilo de vida suburbano. Las razones citadas incluyen una preferencia a la baja densidad de población (menor ruido ambiental y mayor privacidad), mejores escuelas, menores índices delictivos, y un estilo de vida en general más lento que el urbano y en mayor contacto con la naturaleza.[cita requerida] Los que están en favor de un "libre mercado de la vivienda" también sostienen que este modo de vida es una cuestión de elección personal y medios económicos.[4]  Algunos estadounidenses sostienen que el modo de vida suburbano es parte del sueño americano. Sin embargo, una serie de estudios han sugerido que muchos ricos se dirigen hacia el centro de la ciudad para aprovechar las ventajas de la mayor oferta cultural que esas zonas a menudo ofrecen.[17] En muchas ciudades del mundo occidental se está dando el fenómeno de que los valores de la tierra son más altos en los suburbios que en las zonas céntricas, prueba del interés de la gente por vivir en estas urbanizaciones.

- El tráfico y el tiempo de los viajes. Otros estudios argumentan que las intensidades de tráfico tienden a ser menos, las velocidades de circulación más rápidas, y como resultado, una menor contaminación ambiental. (Véase el informe The Demographia).  Kansas City en Misuri es a menudo citado como el ejemplo ideal de ciudad con baja densidad de población, con la congestión por debajo de la media y los precios de los inmuebles por debajo de la media de las ciudades del medio oeste. La realización de estudios midiendo el tiempo que toma conmutar en las principales áreas metropolitanas de los Estados Unidos ha demostrado una disminución de los tiempos de viaje en el período 1969 a 1995 a pesar de que el tamaño geográfico de las ciudades aumentó.[18] Los datos más recientes sugieren que esta tendencia se ha invertido, un estudio del año 2000 de la oficina censal de EE. UU. muestran los tiempos de viaje han aumentado con respecto a todos los períodos anteriores.[19]

- Riesgo de un aumento en los precios de la viviendas. Se critica que las políticas anti expansión de Portland aumentaron los precios de la viviendas y la tierra. Algunas investigaciones sugieren que Oregón ha tenido el mayor aumento en el precio de la viviendas de los Estados Unidos,[20] pero otras investigaciones demuestran que el aumento del valor de las propiedades en Portland es comparable al de otras ciudades occidentales.[21] En Australia, se proclama que el alto precio de las propiedades es producto de las políticas de " consolidación urbana" aplicadas por los gobiernos de los estados.[22]

- Libertad. Algunos sociólogos como Émile Durkheim sugieren que existe una relación entre la densidad de población y el número de reglas que deben imponerse. La teoría es que, como las personas realizan sus acciones más cerca de otras, es más probable que estas afecten a los que están a su alrededor. Este impacto potencial requiere la creación de nuevas normas sociales o jurídicas para prevenir conflictos. Un ejemplo sencillo sería determinar cual es el máximo volumen con el que se puede escuchar música sin molestar a los residentes vecinos.

- Hacinamiento y el aumento de la agresión. Numerosos estudios vinculan el aumento de la densidad de la población con el aumento de la agresión entre las personas.[cita requerida] Algunos creen que el aumento de la densidad de la población alienta a la delincuencia y la lucha contra el comportamiento social. Se argumenta que los seres humanos, son animales sociales,  y necesitan grandes cantidades de espacio social para no volverse agitadores y agresivos.[23]

## Alternativas
Ver También: Crecimiento inteligente

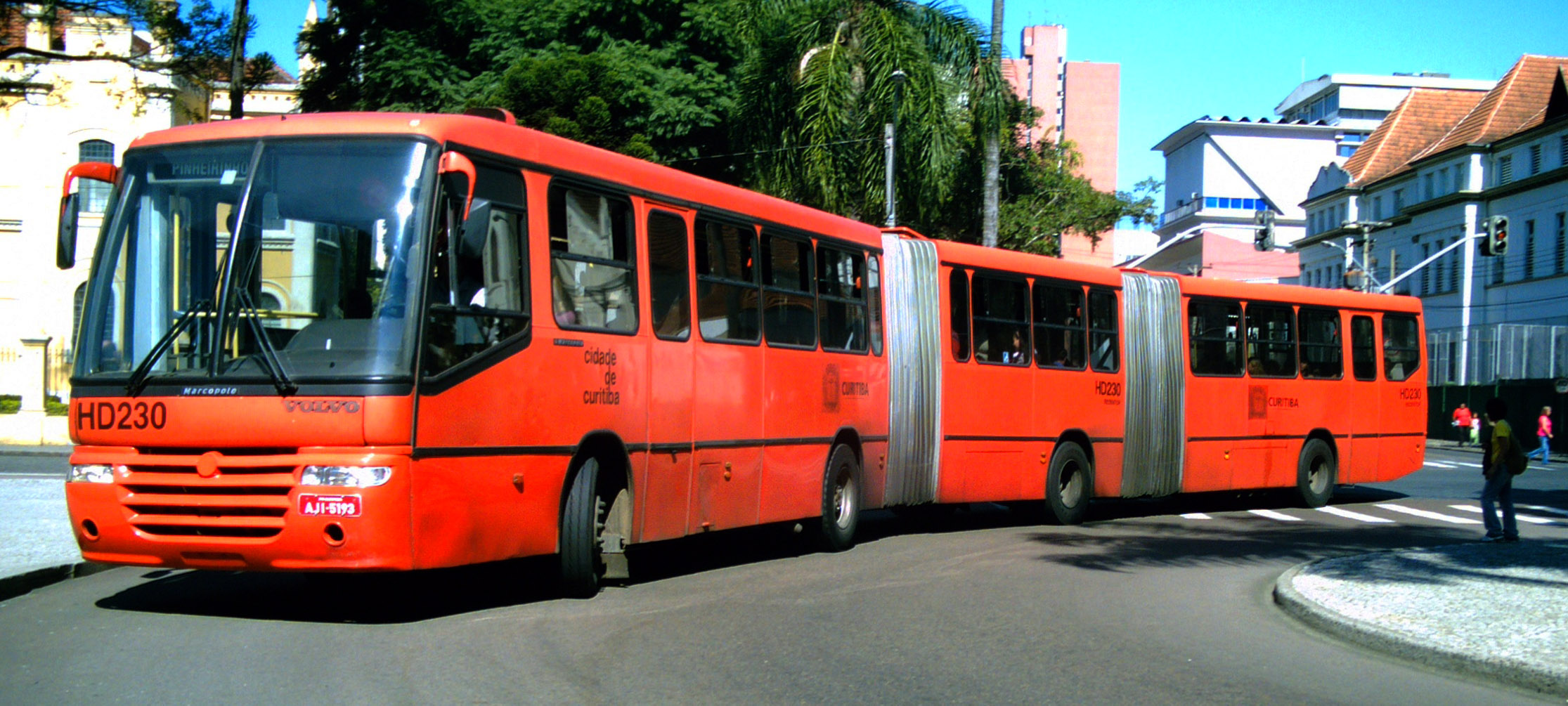
Curitiba es pionera en establecer un sistema integrado de transporte que desaliente el uso del automóvil.

Intentando mitigar la dispersión urbana y sus consecuencias,  en las últimas décadas han surgido estrategias de planificación urbana y del transporte que apuntan a concentrar el crecimiento de la ciudad en su área central, densificándola, estableciendo usos del suelo mixtos y desarrollando sistemas y redes de transporte que desalienten el uso del automóvil.
La primera ciudad en poner límites al crecimiento de la dispersión urbana en los Estados Unidos fue Lexington  en 1958. Quince años más tarde, el estado de Oregón promulgó una ley en 1973 que delimitaba las áreas donde estos emprendimientos podrían asentarse. Como resultado de ello, la ciudad de Portland , se ha convertido en pionera en el denominado  crecimiento inteligente, estableciendo políticas de consolidación de las áreas urbanas. Si bien el límite de crecimiento no se ha apretado lo suficiente como para aumentar enormemente la densidad, aseguró la protección de grandes cantidades de áreas silvestres y tierras agrícolas en toda el área metropolitana. 
En otras áreas, el diseño urbano con principios del Nuevo urbanismo y el Nuevo peatonalismo se han empleado para combatir la dispersión urbana.

## Dispersión urbana en países de habla hispana
El fenómeno es más reciente que en los Estados Unidos, y se debe principalmente a causa de la inseguridad urbana, la preferencia de modos de vida alternativos al urbano y los altos valores de la tierra y las propiedades en las ciudades.

### Argentina
El proceso expansión urbana comenzó a partir de fines del siglo XIX con la llegada de inmigrantes a la Argentina y luego a partir la década de 1950 acompañado de un periodo de crecimiento industrial y emigración hacia las grandes ciudades desde el interior del país. Este tipo de expansión se dio principalmente mediante continuaciones de la trama urbana en damero, propiciando la aparición de nuevos barrios alrededor de las estaciones de ferrocarril en el primer caso y a lo largo de las vías de acceso a las ciudades en el segundo caso. Los barrios resultantes, producto de la especulación inmobiliaria bajo la modalidad del loteo popular de bajo precio con escasos o nulos niveles de cobertura en infraestructura, eran en un principio solo residenciales pero la consolidación y diversificación de funciones que se dio en estos en décadas posteriores, hace que no puedan ser considerados actualmente como dispersión urbana en el sentido anteriormente descripto.
A partir de los años 70 con el gobierno militar se dan en el país una serie de políticas y normativas que fomentaban la dispersión urbana (como la ley 8912/77 en la provincia de Buenos Aires, aún vigente) estableciendo zonificación por funciones, exigencia de superficies mínimas en los loteos y la reglamentación de urbanizaciones cerradas que tendían a una ocupación del territorio del tipo suburbano.
Pero es a partir de los años 90 cuando este proceso de suburbanización se vuelve particularmente notorio, producto de la creciente inseguridad urbana y la preferencia por modelos de vida en mayor contacto con la naturaleza,  propiciando la aparición de barrios cerrados en sus diferentes modalidades y grandes centros comerciales y complejos de oficinas a lo largo de las autopistas. Las urbanizaciones de este tipo (conocidas localmente como countries) fueron creciendo en tamaño hasta llegar a casos como Nordelta, una mega urbanización para 150.000 personas y especializándose y albergando cada vez más funciones como escuelas y colegios privados, áreas comerciales, campos de golf, marinas, spas y zonas hípicas propias, pero siempre mediante la zonificación por funciones.
Este tipo de urbanizaciones con acceso restringido, desarrolladas por inversores privados, se ha convertido en una alternativa a modelos de urbanización tradicional, y en el factor determinante del crecimiento de la superficie de la mancha urbana de las grandes ciudades argentinas. El fenómeno se dio primero alrededor de ciudades como Buenos Aires, Córdoba, Rosario o Mendoza, pero en años más recientes se ha extendido a ciudades medianas y chicas resultando en una creciente fragmentación urbana y social, producto de las reformas neoliberales.

### México
Al ser el país más cercano a los Estados Unidos, era predecible que el mismo imitara algunos aspectos de la idiosincrasia estadounidense, sobre todo la urbanización en forma de dispersión. Desde las décadas del 30 y 40 las dispersiones comenzaron a cobrar fuerza primeramente entre las personas de mayor abolengo en zonas que en el tiempo se habían considerado alejadas de la urbanización principal. Principalmente en los años 40 algunas de estas urbanizaciones en la Ciudad de México eran núcleos que imitaban algunas características de los barrios suburbanos estadounidenses aunque en un modo más ostentoso puesto que algunas familias pudientes fueron las que iniciaron en parte dichos movimientos
Las colonias San Miguel Chapultepec, Lomas de Chapultepec y otras más cercanas fueron prueba de ello. Asimismo en menor medida algunos inmuebles en el Centro y Sur imitaron dicho modelo. Al no contarse con una masa importante de población estas zonas resultaron ser más que nada enclaves de población de nivel socioeconómico alto de la época.
En la década de los 50 con la explosión demográfica en auge en las grandes ciudades y en otros rincones del país comienza un auge por imitar otros modelos, un caso en particular reconocible es el visto en el Municipio de Naucalpan, Estado de México con el Fraccionamiento más conocido como Ciudad Satélite que imitó principalmente en parte el modelo suburbano del estilo de vida estadounidense pero con una reorganización de traza urbana similar a la anatomía de un árbol, lo cual le dotó con una distribución vial eficiente, además de ser una ciudad suburbana más acorde a lo que se veía en Estados Unidos. A pesar de todo, otros fraccionamientos circunvecinos comenzaron a gestarse de manera simultánea a Satélite lo que aceleró el ingreso de población sobre todo de clase media, sin embargo con el paso del tiempo los fraccionamientos se vieron inmersos en la mancha urbana, la cual terminó por absorberlos y dejarle más problemas a la vía rápida que estaba contemplada para comunicar este fraccionamiento con la ciudad, finalmente siendo parte del Anillo Periférico. 
En el interior del país, principalmente en Guadalajara y Monterrey, también se imitaron dichos modelos sin embargo las trazas urbanas fueron absorbidas por las manchas idem.
Otras urbanizaciones a final de cuentas si bien fueron dispersas, alcanzaron un alto grado de población pero de forma negativa, caso concreto con la llamada Ciudad Nezahualcóyotl, que para muchos representa una especie de urbanización masiva superpoblada en terrenos que antes ocupaban el Ex-Vaso del Lago de Texcoco.

## Dispersión urbana en el resto del mundo

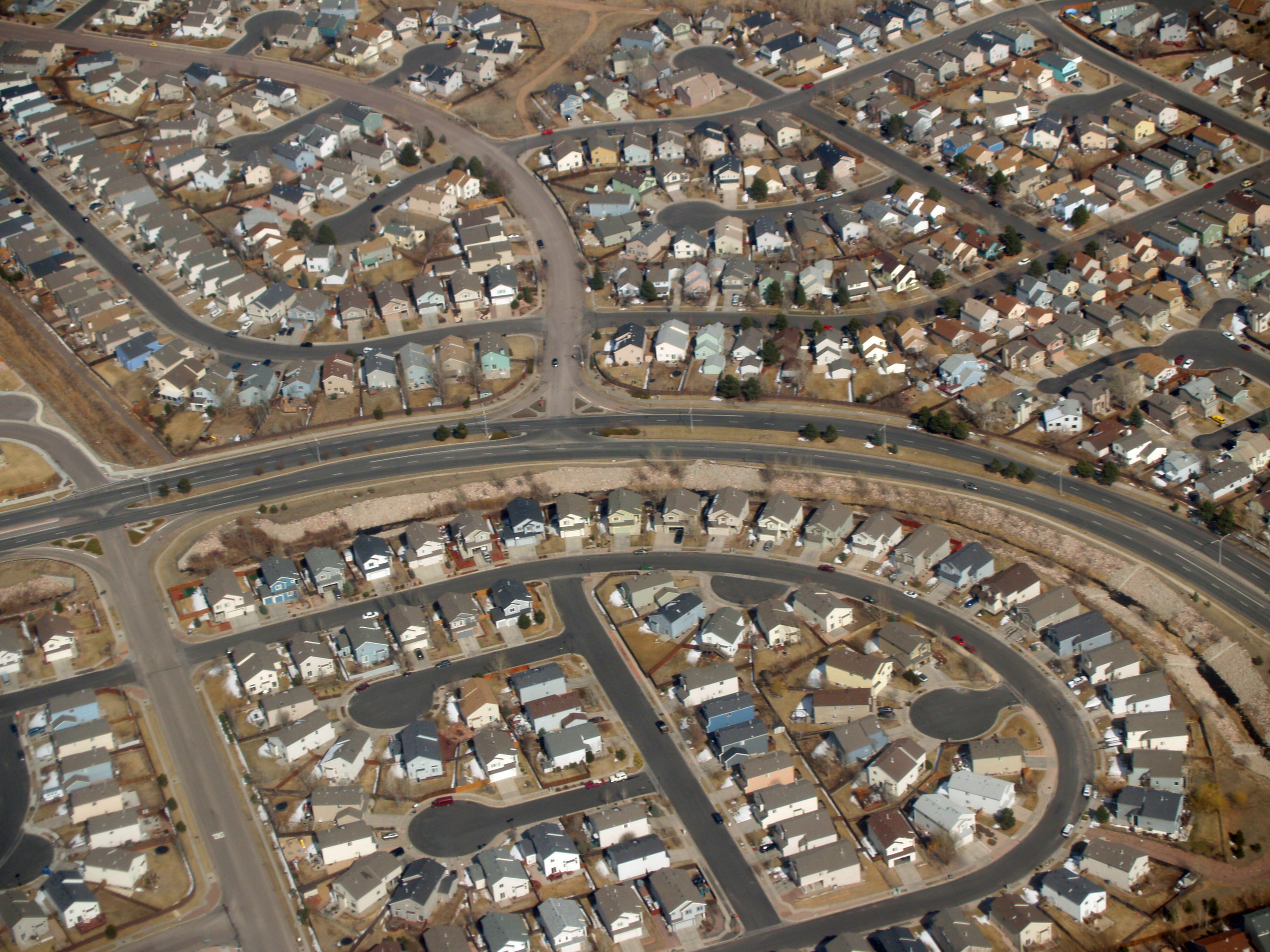
Dispersión urbana en Colorado Springs, Estados Unidos.

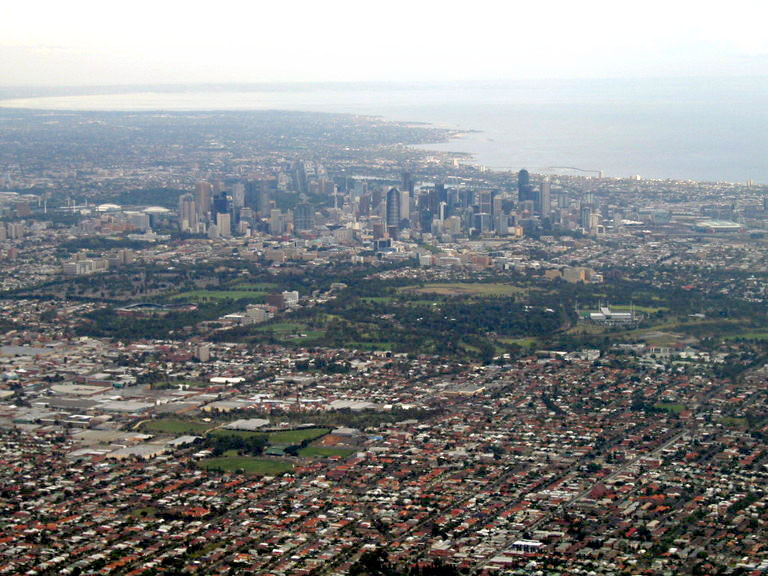
Dispersión urbana en Melbourne, Australia.

Estados Unidos fue el primer país donde apareció la dispersión urbana y actualmente posee el mayor índice de suburbanización. Según el Consejo Nacional de Inventario de Recursos (NRI), solo entre 1992 y 2002,  8.900 km² de tierra en los Estados Unidos dieron lugar a nuevas urbanizaciones de este tipo. Actualmente, el NRI clasifica 100.000 km² más (un área aproximadamente del tamaño de Kentucky) que la oficina del Censo de los Estados Unidos como tierra urbana. La diferencia surge en que el NRI incluye las urbanizaciones localizadas en áreas rurales, que por definición no pueden ser consideradas como "urbanas". Según los datos del censo del año 2000, aproximadamente, el 2,6 % de la superficie de los EE. UU. es urbana.
La dispersión ha sido responsable de la sostenida pérdida de población en los centros de las grandes ciudades estadounidenses, por ejemplo entre 1970 y 2000, la población de Detroit descendió un 2% mientras que la superficie urbanizada y suburbanizada de su área metropolitana aumentó un 45%. Situación similar se dio en Pittsburgh, Buffalo y Rochester así como en todas las grandes ciudades norteamericanas.
El término Los Angelización a veces es utilizado como sinónimo de la dispersión urbana, ya que la ciudad de Los Ángeles es considerada como un paradigma de este fenómeno. Sin embargo en los últimos años la ciudad y su área metropolitana han experimentado un aumento en su densidad de población como consecuencia del rápido crecimiento de la población.
Situaciones similares se dan en países como Canadá, Australia, Nueva Zelanda, Japón, Sudáfrica y los países de Europa Occidental, aunque, sobre todo en estos últimos con matices diferentes. En Japón y Europa Occidental la situación aparenta estar en retroceso, en parte debido a la disminución de tamaño de las familias, el descenso de la población de esos países, la presencia de medios de transporte público eficaces y un renovado interés de las personas por la vida urbana.